# Верхній Коропець
Ве́рхній Коропе́ць — село в Україні, у Закарпатській області, Мукачівському районі.
Назва Верхній Коропець часто змінювалася: перша назва, Oláhkerepec, потім Felsőschönborn, і нарешті — Felsőkerepec.
Вперше село Верхній Коропець згадується в писемних джерелах XIV століття. 
У 14 столітті село належало Мукачівському замку. Сучасне село було збудовано Ервіном Шенборном, з поселенцями з Німеччини в 1730 році.

## Храми
На місці старого дерев'яного споруджено сучасний мурований костел у 1788.
Священика попа Михайла і церкву згадують ще перед 1670 роком. 
У 1704 р. парохії вже не було, село знелюдніло внаслідок воєн, а пізніше було заселене німецькими колоністами. 
У кінці XIX ст. налічувалося 65 греко-католиків. 
Нині у селі — римо-католицька церква.
Філіальна римо-католицька церква в сусідній Кучаві служить також греко-католицькій громаді.

## Населення
Згідно з переписом УРСР 1989 року чисельність наявного населення села становила 1380 осіб, з яких 677 чоловіків та 703 жінки.
За переписом населення України 2001 року в селі мешкало 1348 осіб.

### Мова
Розподіл населення за рідною мовою за даними перепису 2001 року:
| Мова       | Відсоток |
| ---------- | -------- |
| українська | 95,15 %  |
| німецька   | 3,38 %   |
| російська  | 0,81 %   |
| угорська   | 0,51 %   |
| молдовська | 0,07 %   |

## Туристичні місця
-  мурований храм у 1788
- два штучні озера
- дендропарк Березинка
- місця масового цвітіння шафрана Гейфеля

## Відомі люди
- Гелетей Валерій Вікторович — український військовик, міністр оборони України.